# Krahnenberg-Kaserne
Die 1937 erbaute und seit dem 3. November 1967 als Krahnenberg-Kaserne benannte Liegenschaft in Andernach ist die älteste Kaserne der Bundeswehr. Hier wurden am 20. Januar 1956 die ersten Soldaten der neu gegründeten Bundeswehr vom damaligen Bundeskanzler Konrad Adenauer begrüßt.

## Geschichte
Die Kaserne wurde 1937 erbaut und diente bis 1945 als Luftwaffenlazarett I/XII „Hermann Göring“. Nach Ende des Zweiten Weltkriegs übernahmen am 9. März 1945 US-amerikanische Truppen die Liegenschaft und nutzten sie als Gefangen- und Fremdarbeiterlager. Kurz darauf übernahm es die französische Armee. Sie nutzte die Liegenschaft wieder als Militärhospital unter dem Namen „André-Curtillet-Lazaret“. Es wurde ab dem 1. Juni 1955 nach Koblenz in eine neu erbaute Klinik (das heutige Zentralgebäude des Bundeswehrzentralkrankenhauses) verlegt.

### Aufbau der Bundeswehr

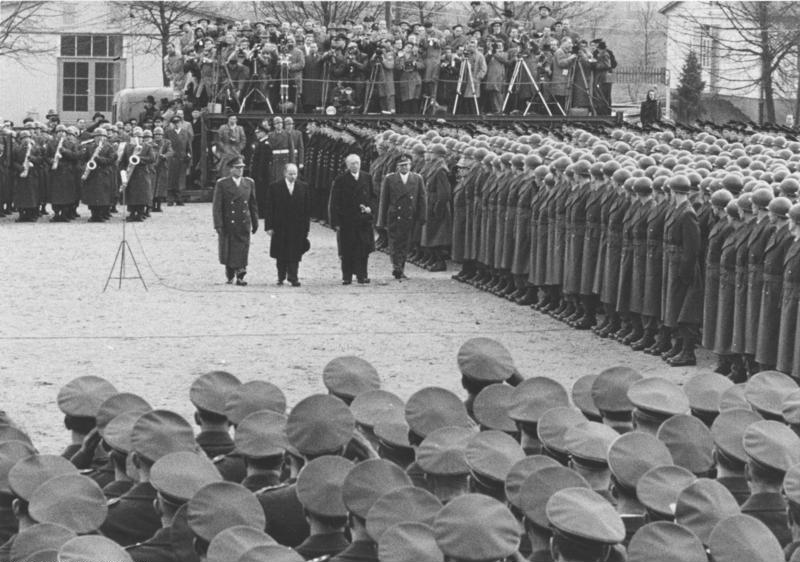
Bundeskanzler Adenauer besucht die Soldaten der neugegründeten Bundeswehr in Andernach 1956

Nachdem am 28. Februar 1955 Angehörige des Amtes Blank die Liegenschaft als ersten Bundeswehrstandort festlegten, wurde sofort nach dem Umzug des französischen Hospitals mit den Sanierungsarbeiten begonnen und am 2. Januar 1956 rückten die ersten 550 ungedienten Freiwilligen für den Dienst in den drei Teilstreitkräften der Bundeswehr zur Ausbildung ein. Am 1. Juli 1956 wurde im „Truppenlager“ die Truppenschule Quartiermeistertruppe aufgestellt, die später nach Bremen verlegt wurde. Daraufhin bezog am 1. April 1959 das Heeresfliegerausbildungsbataillon die Liegenschaft und – nach dessen Verlegung am 1. November 1962 nach Zweibrücken – das Rundfunkbataillon 990, aus dem am 1. April 1981 das PSV-Bataillon 850 entstand, das von hier aus auch den Bundeswehr-Radiosender „Radio Andernach“ betrieb. 1984 wurde die Kaserne durch umfangreiche Baumaßnahmen in den heutigen Zustand umgestaltet. Nach der Wiedervereinigung befand sich seit dem 1. Oktober 1990 das anstelle des PSV-Bataillons 850 aufgestellte Fernmeldebataillon 950 OpInfo, das 1998 zum Bataillon für Operative Information umgegliedert und umbenannt wurde. Nach dessen Verlegung in die General-Delius-Kaserne in Mayen war seit dem 1. Juli 2002 das ehemals in Remagen stationierte Institut für Wehrmedizinalstatistik und Berichtswesen der Bundeswehr in der Krahnenberg-Kaserne untergebracht, aus dem zum 1. Oktober 2017 das neu aufgestellte Institut für Präventivmedizin der Bundeswehr (InstPrävMedBw) hervorging. Ebenfalls in der Liegenschaft befindet sich heute die Organisation für nachgehende Untersuchungen der Bundeswehr (ODIN Bw).
2009 wurde die letzte verbliebene Holzbaracke unter Denkmalschutz gestellt. Nach einer Sanierung wurde dort eine Ausstellung über die Bundeswehrgründung eingerichtet, die nach Voranmeldung besucht werden kann.